# امیراصلان‌خان مجدالدوله
امیراصلان‌خان مجدالدوله پسر امیرقاسم خان ظهیرالدوله قاجار و دایی ناصرالدین شاه بود.

## در تبریز
مجدالدوله در ابتداء در تبریز از پیشخدمتان مقرب محمد میرزا (بعداً محمدشاه) بود. در سال ۱۲۶۳ قمری که ناصرالدین میرزای ولیعهد، بجای بهمن میرزا به حکمرانی آذربایجان منصوب شد، امیراصلان خان منصب ایشیک‌آقاسی (رئیس تشریفات) دستگاه ولیعهد را دشت. در سال ۱۲۶۴ قمری که مردم فارس به مخالفت و بی‌مهری میرزا تقی‌خان امیرکبیر صدراعظم نسبت به حسین‌خان آجودان‌باشی مراغه‌ای (نظام‌الدوله) والی فارس پی بردند، به تحریک میرزا علی‌اکبر خان قوام‌الملک شیرازی و محمدقلی‌خان ایل‌بیگی قشقایی بر نظام‌الدوله شوریدند و کار به زد و خورد شدید بین آنان و قوای دولتی منتهی شد. میرزا تقی‌خان امیرکبیر بنابر تمایل شاه، امیراصلان خان را برای فرونشاندن انقلاب به شیراز فرستاد و او کاری از پیش نبرد و به تهران برگشت و بجای وی احمدخان نوایی (عمیدالملک) نایب ایشیک‌آقاسی (معاون اداره تشریفات دربار) با احکام لازم به شیراز اعزام شد و در اندک مدتی شورش را خواباند.

## حکومت در زنجان
مجدالدوله در زمان ظهور باب حاکم زنجان بود. در زمان حکومت او جنبش بابیان در زنجان توسط ملا محمدعلی زنجانی آغاز شد. مجدالدوله گرچه با ملامحمدعلی نرمی نشان می‌داد ولی در نهان دشمنی شدیدی با او داشت. از طرفی از تهران دستور می‌رسید که مجدالدوله باید ملامحمدعلی را دستگیر کرده و به پایتخت روانه کند، اما به سبب نفوذ فراوان او، مجدالدوله جرات این کار را نمی‌یافت. به تدریج درگیری میان مسلمانان و بابیان زنجان شدت گرفت و سرانجام به قیامی منجر شد که در تاریخ به شورش بابیان زنجان معروف شده‌است. امیرکبیر برای فرونشاندن این قیام محمدخان بیگلربیگی و امیرنظام گروسی را به فرماندهی چند فوج پیاده و سواره به آن شهر فرستاد و نهایتاً به قضایای زنجان خاتمه داده شد.

## حکومت گیلان
مجدالدوله به سال ۱۲۷۲ قمری حکومت گیلان یافت و به عمیدالملک ملقب شد. در سال ۱۲۷۵ قمری ملقب به مجدالدوله شد و حکومتش تا سال ۱۲۷۶ قمری ادامه پیدا کرد. در این سال پس از تغییر از حکومت گیلان، بجای چراغعلی خان زنگنه سراج‌الملک، برای بار دوم به حکومت زنجان منصوب گردید و تا سال ۱۲۸۰ قمری حاکم بود. در این سال معزول و بجای او محمدرحیم خان علاءالدوله نسقچی باشی حاکم زنجان شد و مجدالدوله بجای محمدناصر خان ظهیرالدوله به سمت ایشیک آقاسی باشی دربار برقرار گردید. در سال ۱۲۸۵ قمری برای بار دوم بجای محمدقاسم خان والی حکمران گیلان شد ولی سال بعد به واسطه بی‌مبالاتی و سوء سلوک مأمورین او با اهالی، از حکومت گیلان معزول و اداره حکومت آنجا ضمیمه مشاغل دیگر به میرزا سعید خان انصاری سپرده شد.

## پیشکاری ظل‌السلطان
در همان سال مسعود میرزا ظل‌السلطان پسر ناصرالدین شاه به حکومت اصفهان منصوب شد و مجدالدوله به سمت پیشکاری شاهزاده برقرار شد. سپس در سال ۱۲۸۷ قمری سمت میرآخوری اصطبل شاهی را یافت. در سال ۱۲۸۸ ناصرالدین شاه از سفر عراق بازگشت و بلافاصله دستور گشایش مجلس دارالشوری را داد. مجدالدوله از اعضای اولین دوره دارالشوری بود که به دستور ناصرالدین شاه به عضویت این مجلس درآمد. او در همین سال به حکومت خوزستان و بروجرد منصوب شد اما پیش از رفتن به مقر حکومت در ماه صفر درگذشت.

## ازدواج‌ها
مجدالدوله همسران متعدد داشت، او از جمله با ماه‌رخسارخانم زینت‌الدوله دختر فتحعلی‌شاه ازدواج کرد. اما پس از آنکه آشکار شد زینت‌الدوله با مباشر امیراصلان خان ارتباط دارد، او را طلاق داد و نیم‌تاج‌خانم دختر میرزا نبی قزوینی ملقب به امیردیوان را که از ماه‌نوش‌لب خانم افتخارالسلطنه دختر فتحعلی‌شاه متولد شده بود، به زنی گرفت.
ناصرالدّین‌‌شاه، ۲۴ ذیحجه ۱۲۸۱، در کوه ورجین نوشت: 
در بین نهار، یحیی خان گفت مرخص بکنید شهر بروم، برای عروسی مجدالدوله. توضیح این مقال آن‌که:
رخساره‌بیگم از بس ک... داد، مجدالدوله او را طلاق داده است. دختر او هم که زن ناصرقلی‌خان [امجدالدوله] بود، او هم خیلی ک... داد، او را هم طلاق داده است. نیم‌تاج‌خانم دختر افتخارالسلطنه را می‌خواهد بگیرد، جای اینها بگذارد.— روزنامهٔ خاطرات ناصرالدین‌شاه قاجار، سخن، ج ۱، ص ۲۳۸